# ميرال ساماردجيتش
ميرال ساماردجيتش (مواليد 17 فبراير 1987)، هو لاعب كرة قدم سلوفيني يلعب كمدافع.

## روابط خارجية
ميرال ساماردجيتش على موقع الاتحاد الأوربي (الإنجليزية)
- ميرال ساماردجيتش على موقع اتحاد تركيا (لاعب) (الإنجليزية)
- ميرال ساماردجيتش على موقع قاعدة بيانات كرة القدم.إي يو (الإنجليزية)
- ميرال ساماردجيتش على موقع ناشيونال فوتبول تيمز (الإنجليزية)
- ميرال ساماردجيتش على موقع Soccerbase.com (لاعب) (الإنجليزية)
- ميرال ساماردجيتش على موقع Soccerway.com (الإنجليزية)
- ميرال ساماردجيتش على موقع عالم كرة القدم.نت (الإنجليزية)
- ميرال ساماردجيتش على موقع AS.com (الإسبانية)

لا توجد روابط لمواقع التواصل الاجتماعي.